# Hohenems
Hohenems est une ville du Vorarlberg, dans l'Ouest de l'Autriche. Sa population s'élevait à 15 451 habitants en 2013.

## Géographie
La ville est située à 432 m d'altitude, à 16 km au sud du lac de Constance, à la frontière avec la Suisse. Hohenems s'étend sur 5,5 km du nord au sud et 8,2 km d'ouest en est. Sa superficie totale est de 29 km2, dont 42 % sont couverts de forêts. Le bras-mort du Rhin de l'Ouest, formant la frontière de l'Autriche ainsi que l'Union européenne de Suisse et le flanc de la montagne de l'est implique le point le plus étroit de la vallée du Rhin autrichien. Le Schlossberg (montagne du château), élevée de 740 m, représente un décor distinctif du centre-ville.

## Histoire
Le sommet du Schlossberg, dans les 45 minutes à pied du centre-ville, accueille les ruines d'un château datant du IXe siècle, Alt-Ems. À partir du XIIe siècle, il était parmi les plus grandes fortifications des pièces allemandes. La forteresse a été très surprises et étendu jusqu'à 800 m de longueur et de 85 m de largeur. Les comtes et les Chevaliers de Hohenems habitaient là, au sommet de la gloire du XIIIe au XVIe siècle.
Sur une crête près de Alt-Ems le Burg Neu-Ems (également « Schloss Glopper »), construit en 1343. En 1407, les deux châteaux ont été détruits pendant les guerres d'Appenzell et ils sont reconstruits peu de temps après. Les comtes de Hohenems, datant du Moyen Age, s'éteignirent en 1779 et furent hérités par les Comtes de Waldburg-Zeil, qui formèrent désormais une nouvelle lignée de Waldburg-Zeil-Hohenems. Burg Neu-Ems est toujours intact aujourd'hui et dans la propriété privée de la famille de Waldburg-Zeil, ainsi que le Palais d'Hohenems.

Le Palais de Hohenems

Le Palais de la Renaissance se dresse au pied du Schlossberg et domine la place principale de la ville, la Schlossplatz. Il fut construit entre 1562 et 1567 sous la direction de Martino Longhi l'ancien. Au XVIIIe siècle, Hohenems est connu pour la découverte de deux manuscrits de la Chanson des Nibelungen, trouvés en 1755 à 1779 dans la bibliothèque du palais.

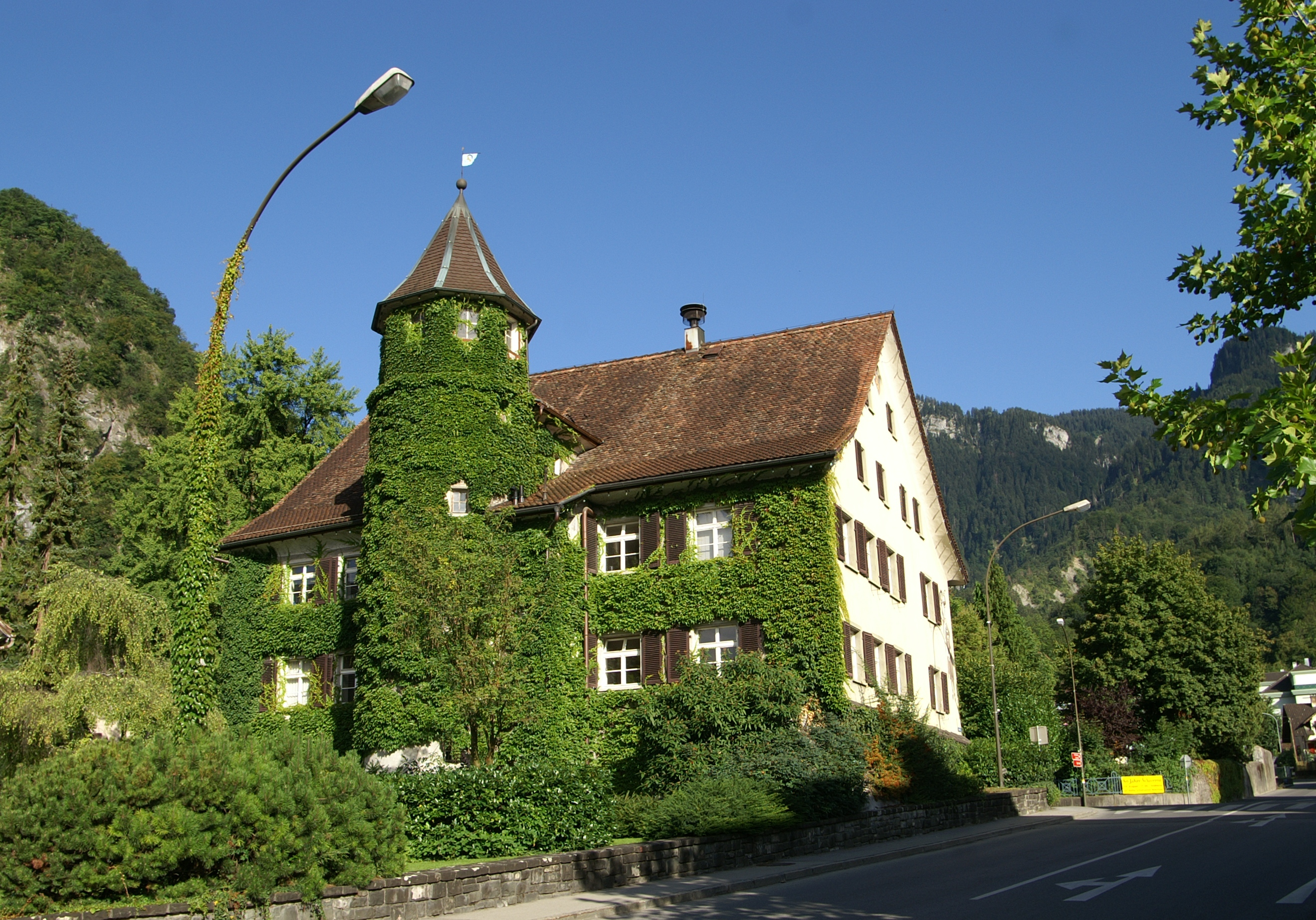
Mairie, construite en 1567 comme maison d'hôtes seigneuriale.

Hohenems reçut une première fois l'autonomie urbaine (en allemand : Stadtrecht) en 1333, mais n'en fit jamais usage. À l'occasion du 650e anniversaire de la Stadtrecht, en 1983, le gouvernement du Vorarlberg accorda à Hohenems tous les droits de la ville.

## Culture

### Musée
Le musée juif de Hohenems (en allemand : das Jüdische Museum Hohenems, abrégé en JMH) est un musée régional consacré à la communauté juive de Hohenems et à ses multiples contributions au développement du Vorarlberg et des régions environnantes durant plus trois siècles, de 1617 à 1942. Le musée a un rayonnement international. Il traite aussi de l’actualité juive en Europe, de la diaspora et d’Israël.
La déportation et l’extermination de la communauté juive de Hohenems, l’antisémitisme en Autriche sont un axe central du musée. En plus de l’histoire régionale et globale, le musée présente les individus et leurs histoires et entretient des liens avec les descendants des familles juives de Hohenems dans le monde entier, ce qui lui a permis de rassembler de nombreux objets du quotidien et des documents personnels.
Le musée se trouve dans la Villa Heimann-Rosenthal, construite en 1864. Il a été ouvert en avril 1991.
L’exposition est en langue allemande, anglaise et française, avec des audio-guides et des écrans. Une exposition s’adresse plus particulièrement aux enfants. Un laboratoire de langue présente la langue yiddisch parlée dans le Vorarlberg.

### Manifestations régulières
Plusieurs fois dans l’année ont lieu des jours de Schubertiade, lors desquels la musique de Schubert et de son époque est mise à l’honneur. Les manifestations ont lieu habituellement dans la salle Markus-Sittikus.
Le festival Homunculus a lieu tous les ans. Il est appelé 'Festival pour marionnettes, jeux de mots et poésie'.
Les journées d’orgue et de chorale ont lieu début octobre pendant trois jours.
La fête culturelle Emsiana propose pendant un week-end de mai des visites, conférences et expositions, lectures et concerts.

## Transport
Deux routes nationales, la Vorarlberger Strasse L190 et la Rheinstrasse L203, traversent la commune du nord au sud. Le L46 mène du centre-ville aux douanes en Suisse. Hohenems a accès autoroute le Rheintal/Walgau-Autobahn (route d'autrichienne A14/européenne E60) et raccordement à la ligne de chemin de fer Vorarlbergbahn dans les directions de Bregenz et Innsbruck, exploité par les chemins de fer fédéraux autrichiens (ÖBB). À l'intérieur des limites municipales, le seul terrain d'aviation du Vorarlberg est situé à la Flugplatz Hohenems-Dornbirn, avec une piste de 630 m. 

## Personnalités liées à la ville
- David Reinbacher (2004), hockeyeur
- Ramazan Özcan (1984), footballeur
- Christian Klien (1983), automobiliste autrichien
- Matthias Brändle, (1989), coureur cycliste autrichien
- Wolfram Waibel Jr. (1970), tireur sportif
- Jean Améry (1912-1978), écrivain et essayiste autrichien
- Eugen Steinach (1861-1944), médecin endocrinologue autrichien
- Salomon Sulzer (1804-1890) compositeur autrichien
- Mark Sittich von Hohenems (1533-1595), cardinal allemand
- Rodolphe d'Ems (vers 1200-1254), poète épique médiéval

## Jumelage
- Bystré (Tchéquie) depuis 1997
- Polička (Tchéquie) depuis 1997
- Ostfildern (Allemagne) depuis 2009